# Auguste Ambroise Tardieu

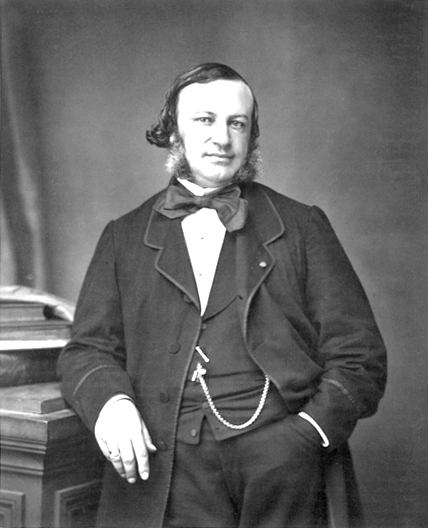
Ambroise Tardieu

Auguste Ambroise Tardieu (* 10. März 1818 in Paris; † 12. Januar 1879 ebenda) war ein französischer Rechtsmediziner.

## Biographie
Er war der Sohn des Geographen Ambroise Tardieu. Im Gegensatz zu seinem zwei Jahre später geborenen Bruder Amédée Tardieu, trat er nicht in die Fußstapfen seines Vaters. Er machte den Abschluss am collége Charlemagne und studierte ab 1838 Medizin an der Faculté de médecine de Paris. 1843 schloss er sein Studium mit Auszeichnung ab und wurde promoviert. Seine Doktorarbeit sur la morve et le farcine chronique war inspiriert von Rayer und handelt von Sputum. Noch im selben Jahr wurde er Mitglied der Société anatomique. Anschließend arbeitete er als Arzt am Hôtel-Dieu (Paris).
Die folgenden Stationen seiner Karriere waren zuerst die Berufung zum Leiter des Hôpital de la Charité und anschließend am Hôpital Lariboisière. 1849 erfolgte die Berufung zum Professor der Pathologie. In seine Amtszeit fiel die vierte Cholera-Pandemie.
Tardieu bearbeitete als Gerichtsmediziner 5.238 Fälle. In seiner 23-jährigen Karriere verfasste Tardieu Bücher über Abtreibung, Ertrinken, Strangulation, Wahnsinn, Vergiften und Ersticken. Er interessierte sich auch für die gerichtliche Verwertbarkeit von handschriftlichen Einlassung psychisch Kranker. Außerdem maß er den Bildern dieser Kranken eine hohe Bedeutung bei. Seine Erkenntnisse veröffentlichte er in seinem Buch Etude Médico-Légale sur la folie. Weiterhin vertrat er, wie alle seiner Zeitgenossen, die Auffassung, dass Homosexualität eine Krankheit oder geradezu ein Verbrechen sei und beschrieb die sechs diagnostischen Beweise, wie beispielsweise ein übergroßes Gesäß, Analfisteln, überdehnter Schließmuskel u. a. Außerdem betrieb Tardieu auch Forschung über Kindersterblichkeit und wog deshalb 4.104 Säuglinge. Die Ergebnisse veröffentlichte er unter dem Titel Etude Médico-Légale sur l´infanticide.
Tardieu arbeitete als Gerichtsmediziner auch mit dem Chemiker François-Zacharie Roussin zusammen. Mit diesem verfasste er auch drei Bücher. Darüber hinaus verband die beiden auch privat eine andauernde Freundschaft.
Er war seit 1859 Präsident der Französischen Académie nationale de Médecine und Leiter der Medizinischen Fakultät. 1861 erfolgte  seine Bestellung zum Professor für Rechtsmedizin und 1867 die Ernennung zum Vorstand des Comité consultatif d'hygiène publique.
1876 wurde Tardieu zum Commandeur der Ehrenlegion ernannt.
Das Battered-Child-Syndrom ist auch als Tardieu-Syndrom bekannt. Sein Buch Etude Médico-légale sur les Attentats aux Mœurs (1857) befasste sich mit Kindesmissbrauch.

## Werke
- 1843: De la morve et du farcin chronique chez l’homme.
- 1849–50: Mémoire sur les modifications physiques et chimiques que détermine dans certaines parties du corps l’exercice des diverse professions, pour servir à la recherche médico-légale de l’identité.
- 1852: Voiries et cimetières.
- 1855: Études hygiéniques sur la profession de mouleur en cuivre, pour servir à l’histoire des professions exposées aux poussières inorganiques.
- 1855: Étude médico-légale sur le tatouage considéré comme signe d’identité.
- 1856: Étude médico-légale sur l’avortement, suivie d’observations et de recherches pour servir à l’histoire médico-légale des grossesses fausses et simulées.
- 1856: Étude historique et médico-légale sur les sur la fabrication et l’emploi des allumettes chimiques.
- 1857: Étude médico-légale sur les attentats aux mœurs.
- 1852–54: Dictionnaire d’hygiène publique et de salubrité.
- 1860: Etude médico-légale sur les sévices et mauvais traitements exercés sur des enfants (veröffentlicht in Annales d'hygiène publique et de médecine légale)
- 1864: Relation médico-légale de l’affaire Couty de la Pommerais, mit François-Zacharie Roussin
- 1864: Étude médico-légale sur les maladies provoquées ou communiquées comprenant l’histoire médico-légale de la syphilis et de ses divers modes de transmission.
- 1867: Étude médico-légale et clinique sur l'empoisonnement.
- 1869: Mémoire sur la coralline, et sur le danger que présente l’emploi de cette substance dans la teinture de certains vêtements, mit François-Zacharie Roussin
- 1868: Étude médico-légale sur l’infanticide.
- 1870: Étude médico-légale sur la pendaison, la strangulation, les suffocations.
- 1872: Étude médico-légale sur la folie.
- 1875: Étude médico-légale et clinique sur l’empoisonnement, mit François-Zacharie Roussin
- 1879: Étude médico-légale sur les maladies produites accidentellement ou involontairement.
- 1879: Étude sur les blessures.